# İbrahim Edhem Paixà
İbrahim Edhem Paixà (Quios, 1818? - Istanbul 20 de març de 1893) fou gran visir otomà d'origen grec.
Fou comprat com a esclau per Koca Mehmed Hüsrev Paşa i enviat a França el 1827 per rebre formació i en sortí com a enginyer de mines el 1839. De retorn va tenir alguns oficis militars, i va arribar a general de brigada (mirliwa) el 1848 i de divisió (ferik) el 1851, però després d'una conspiració avortada en la qual devia participar el 1855, fou destituït de tots els seus càrrecs militars.
El 24 de novembre de 1856 fou nomenat ministre d'afers exteriors pel gran visir Koca Mustafa Reşid Paşa (Koja Mustafà Reixid Paixà) fins al 2 de maig de 1857. Ministre de comerç (24 de desembre de 1859 a 17 de juliol de 1861) amb Mütercim Mehmed Rüşdi Paşa va tornar a ocupar el càrrec tres vegades més en els següents quinze anys, ocupant en aquest període també els ministeris d'Obres Públiques, Instrucció Pública i Justicia, i els governs de Tirhala i Yanya a part d'altres càrrecs.
El 31 de març de 1876 fou nomenat ambaixador a Berlín, posició que va ocupar pocs mesos i després fou delegat otomà a la conferència de Constantinoble (1876); la seva ferma actitud en aquesta li va valer el nomenament com a gran visir el 5 de febrer de 1877 al lloc de Mithat Paşa. El 19 de març va obrir el parlament i el 9 d'abril va refusar el Protocol de Londres, el que va portar a la guerra amb Rússia; finalment fou destituït l'11 de gener de 1878 quan ja havia perdut la confiança de la cambra per les derrotes militars otomanes.
El 3 de març de 1879 fou nomenat ambaixador a Viena i el 28 de febrer de 1883 ministre de l'Interior en el govern de Küçük Mehmed Said Paşa fins al 24 de setembre de 1885.
Va morir a Istanbul el 20 de març de 1893. Entre els seus mèrits la introducció del sistema decimal (1869) i la creació d'una impremta moderna al costat del palau Topkapı (1863) i en general la modernització que va intentar del país; el seu fracàs principal la guerra contra Rússia del 1877-1878 que fou un desastre per a l'Imperi Otomà.
Fou pare d'İsmail Galip Bey i d'Osman Hamdi.